# 威克斯角 (加利福尼亞州)
威克斯角（英語：Wicks Corner）是位於美國加利福尼亞州比尤特縣的一個非建制地區。該地的面積和人口皆未知。

## 地理
威克斯角的座標為39°34′56″N 121°37′15″W / 39.58222°N 121.62083°W，而該地的平均海拔高度為83米（即272英尺）。